# Hôpital Sidi Belloua
Pour les articles homonymes, voir Belloua.
L'hôpital Sidi Belloua est une structure sanitaire d'Algérie située près de Sidi Belloua et Redjaouna, en Grande Kabylie. Il  dépend du centre hospitalo-universitaire de Tizi Ouzou et relève de la Direction de la Santé et de la Population de la wilaya de Tizi Ouzou, comme l'hôpital Nedir Mohamed.
Cet hôpital est l'un des hôpitaux en Algérie qui relèvent du ministère de la Santé.

## Géographie

### Localisation
L'hôpital Sidi Belloua se situe au nord de la ville de Tizi Ouzou.

### Accès

#### Route
L'accès à l'hôpital Sidi Belloua, situé sur les hauteurs de la ville de Tizi Ouzou, n'est pas simple pour les automobilistes qui continuent à se plaindre du tracé sinueux de l'unique route, reliant la ville aux villages d'Irdjaouan n'Tacht et Irdjaouan n'Lvor. 
En janvier 2007, le projet de rénovation s'est limité à en refaire le revêtement, inscrit sur le registre de la wilaya de Tizi Ouzou après l'achèvement du raccordement au gaz de ville des deux villages précités.

#### Téléphérique
Les travaux d'exécution du projet de téléphérique devant relier la gare multimodale d'Azib n'Ahmed (Bouhinoune) au mont de Sidi Belloua (Redjaouna), ont été lancés le mois de novembre 2011. Annoncée et maintes fois reculée, sa réception se ferait finalement fin 2016.
Dans l'approche préliminaire présentée en 2009, il a été dégagé les grandes lignes du projet du téléphérique de Tizi Ouzou, notamment le nombre de haltes depuis la gare mixte (ferroviaire et terrestre) de Bouhinoune, ouverte à la fin du mois d'août 2011, en passant par le centre et l'ancienne ville de Tizi Ouzou, puis par l'hôpital Sidi Belloua jusqu'au mausolée de Sidi Belloua à Redjaouna.

#### Hélicoptère sanitaire
Une réflexion est en cours en 2014 pour la dotation de l'hôpital Sidi Belloua d'une station d'hélicoptère sanitaire.
Il s'agira d'un hélicoptère, ou de plusieurs, basé de façon permanente à l'hôpital Sidi Belloua et dédié exclusivement à des missions sanitaires de transport de patients. 
La zone de stationnement de l'hélicoptère sera proche de l'enceinte des services hospitaliers afin d'éviter l'usage d'un véhicule intermédiaire. Elle devra être protégée, éclairée et homologuée.
La configuration sanitaire de l'appareil volant devra être permanente. 
Le matériel médical embarqué sera standardisé et approuvé. 
La disponibilité immédiate concernera l'équipe médicale des urgences de l'hôpital Sidi Belloua, mais également le pilote qui bénéficiera de locaux d'hébergement dans l'hôpital même.
Grâce à la généralisation des numéros verts et à l'utilisation du système GPS, l'intervalle entre la survenue de l'urgence médicale dans les quelque 1 000 villages de la wilaya de Tizi Ouzou et la réception de l'alerte aura tendance à diminuer.
L'hélicoptère sanitaire réduira le délai de réponse médicale après l'alerte et le signalement dans tout le périmètre de la wilaya de Tizi Ouzou.

## Histoire
L’hôpital Sidi Belloua est un ancien sanatorium construit au début des années 1950 sur les hauteurs nord de la ville de Tizi Ouzou et sur le flanc sud du mont Redjaouna.

### Sanatorium
Avant 1950, les algériens atteints de tuberculose étaient traités individuellement par la collapsothérapie au besoin complétée par des "sections de brides" ou par la chirurgie.
Ces malades atteints de tuberculose étaient hospitalisés dans quelques services hospitaliers spécialisés à Alger, Oran, Constantine jusqu'en 1946.
Puis entre 1946 et 1950, ils étaient hospitalisés à Miliana, Sétif, Sidi Bel Abbes et Tizi Ouzou.
Les plus fortunés partaient en sanatorium en France, bien que les spécialistes avaient démontré en Algérie que la collapsothérapie était aussi efficace en Algérie qu’en France.
À partir de 1950, plusieurs sanatoriums pour le traitement de la tuberculose furent construits en Algérie, dont le sanatorium Sidi Belloua à Tizi Ouzou et le sanatorium de l'hôpital de Thénia des Béni Aïcha.

### Centre hospitalier universitaire
La commune de Tizi Ouzou a été dotée d'un Centre hospitalier universitaire (CHU) créé en février 1986, constitué de deux unités principales d’une capacité de 900 lits comptant 3 487 employés dont 981 constituent l’effectif médical, 1 067 paramédicaux et psychologues, ainsi que 1 439 éléments du personnel administratif et autres répartis en 42 services implantés à l’Hôpital Nedir Mohamed et l'Hôpital Sidi Belloua.
Les étudiants en médecine de l'université Mouloud Mammeri de Tizi Ouzou (UMMTO) suivent des modules au niveau de l'hôpital de Sidi Belloua.
Un amphithéâtre y sert de salle de classe pour une centaine d'étudiants.

## Direction
|     | Directeur       | Début | Fin  |
| 1er | Mme Ifrène      | 2005  | 2007 |
| 2e  | Mr Arezki Radji | 2007  | 2010 |

## Départements cliniques et médico-techniques

### Département de réanimation
La création d’un service de réanimation au niveau de l’hôpital Sidi Belloua a été proposée en 2014 afin d’éviter le transfert des malades opérés localement vers d'autres hôpitaux.

### Département de gynécologie-obstétrique
Créé en 2006, le service de gynécologie prend en charge les grossesses à haut risque, la stérilité et toute la problématique du suivi prénatal, à l’exemple de la prévention des malformations entre autres.
Il comporte 32 lits et est encadré par 4 gynécologues.
En 2014, le service de gynécologie-obstétrique de l'hôpital Sidi Belloua a été intégré au service d’oncologie.
80% des étudiants résidents en médecine ont ainsi été retirés de ce service.

### Département de rééducation fonctionnelle
Le service de rééducation fonctionnelle de l'hôpital Sidi Belloua a été équipé en mars 2014 d'une unité d'analyse de la marche au profit des malades atteints d'infirmités motrices cérébrales (IMC).
Cet équipement est l'unique appareil du genre existant au niveau national et le deuxième du genre à l'échelle continentale.
Il permettra d'analyser les problèmes de locomotion des malades atteints d'IMC avant de leur apprendre à marcher correctement.
L'acquisition de cet appareil entre dans le cadre d'une opération de réhabilitation, d'humanisation et d'équipement du service de rééducation fonctionnelle de l'hôpital Sidi Belloua, d'une capacité de 80 lits.
La prise en charge des malades atteints d'IMC au niveau de ce service de rééducation, qui reçoit des patients de plusieurs wilayas, est assurée par une équipe pluridisciplinaire composée d'une dizaine de médecins dont des psychologues, des kinésithérapeutes, des médecins généralistes et des rééducateurs.

### Département d'oncologie
Le service d'oncologie de l'hôpital Sidi Belloua, ouvert en juillet 2006, disposait en 2011 de seulement 12 lits d'hospitalisation et 20 fauteuils pour l'hôpital du jour. Il exerçait des séances de chimiothérapie dès 2005. Il comportait à son ouverture 24 lits, jusqu'en 2009, et était encadré par 3 cancérologues qui prenaient en charge les 1 100 cancéreux enregistrés annuellement dans la wilaya de Tizi Ouzou, en plus des 800 de Béjaïa et environ 500 des wilayas de Bouira et de Boumerdès, en recevant leurs soins en chimiothérapie à l'hôpital de Sidi Belloua. Ce service accueille en 2014 environ 1 500 nouveaux cancéreux chaque année qui arrivent des wilayas de Tizi Ouzou, Boumerdès, Bouira, Béjaïa et même parfois d'autres wilayas.
Peu de temps après l'inauguration du Centre de Lutte Contre le Cancer (CLCC) de Draa Ben Khedda, tout le staff de l'ex-service d'oncologie y a été transféré.

### Département ORL
La pose du premier implant de l’oreille s’est effectué en février 2009 au niveau de l’hôpital Sidi Belloua.
Cette première opération de greffe de l'oreille moyenne, au niveau national algérien, avait été effectuée au service ORL de l'hôpital Sidi Belloua (sanatorium).
Elle consistait en la pose d'un microprocesseur au niveau de l'oreille moyenne afin de rétablir l'audition.
Le service ORL de l'hôpital Sidi Belloua est équipé en matériel de dernière génération pour permettre à de nombreux malades de recouvrer l'audition.

### Département de chirurgie thoracique et vasculaire
Ouvert en 2012, le service de chirurgie thoracique et vasculaire de l'hôpital Sidi Belloua sera fermé en 2015.
Ce service prenait en charge la pathologie thoracique, vasculaire ainsi que la greffe rénale.
Doté de deux salles opératoires et de 12 lits, ce service prend en charge plus de 850 interventions/an, tout en assurant la formation des chirurgiens.

### Département d'ophtalmologie
En 2008, le service ophtalmologique de l'hôpital Sidi Belloua avait enregistré des opérations de greffe de la cornée sur près de 20 patients.
Auparavant, 6 patients avaient retrouvé la vue grâce à la mise en service du bloc d'ophtalmologie, réaménagé avant d'être doté d'un matériel sophistiqué.

### Département de néphrologie
En 2007, l'hôpital Sidi Belloua avait enregistré 11 greffes de reins, tandis que pour l'année suivante 2008, une vingtaine de patients s'étaient faits greffer au service de néphrologie.

### Département de dermatologie
Le service de dermatologie de l'hôpital Sidi Belloua (sanatorium) a été rouvert en février 2011 pour accueillir les malades du derme et de l'épiderme.
Sa rénovation s'est faite en surface mais aussi en plateau médical.
En effet ce service est doté de nombreuses salles distinctes les unes des autres dont celle de la puvathérapie ou traitement par ultraviolets.
Il est aussi muni de moyens d'exploration et de formation du personnel, et est encadré par une équipe spécialisée avec entre autres, deux maîtres assistants et un médecin généraliste.

### Amphithéâtre
L'hôpital Sidi Belloua est doté d'un amphithéâtre de 150 places.
Les étudiants en médecine de l'Université Mouloud Mammeri de Tizi Ouzou (UMMTO), qui suivent des modules au niveau de l'hôpital Sidi Belloua, reçoivent leurs cours dans cet amphithéâtre, et ce, à partir de l'an 2006.

### Cuisine
Une nouvelle cuisine a été annoncée en 2012 au niveau de l’hôpital Sidi Belloua.
Cette nouvelle batterie de cuisine a été inaugurée en septembre 2014 pour améliorer l’hygiène dans cette infrastructure hospitalière.

### Incinérateurs de déchets médicaux
La mise en exploitation des deux incinérateurs de déchets médicaux de l’hôpital Sidi Belloua s'est faite en mars 2010.
Ces deux incinérateurs recevaient près d’une tonne de déchets médicaux par jour acheminés du CHU de Tizi Ouzou avant la survenue de pannes répétitives durant l'été 2010.
L’incinérateur de déchets médicaux de l’hôpital Sidi Belloua a cessé de fonctionner en novembre 2010.
À la suite de cette interruption, une opération de délocalisation des deux incinérateurs de l’hôpital Sidi Belloua vers le centre d’enfouissement technique (CET) de Oued Falli, dans la banlieue ouest de la ville de Tizi Ouzou, a été effectuée en juin 2011.
Cette délocalisation devait être suivie par l'acquisition en automne 2011 d'un banaliseur (incinérateur et broyeur en même temps) qui traiterait plus de 800 kg/jour de déchets hospitaliers.
Ces deux incinérateurs délocalisés vers le CET de Oued Falli pourraient alors traiter quelque 250 kg sur les 500 kg produits par le CHU de Tizi Ouzou et par l'hôpital Sidi Belloua.
La mise en service de ce banaliseur permettra au CHU de Tizi Ouzou de se mettre aux normes internationales de traitement des déchets de soins à risque infectieux (DASRI), car ce procédé est une alternative économique à l’incinération puisque le banaliseur transforme des déchets contaminés en  déchets de type ordures ménagères classiques dont le coût de traitement est faible, et garantit aussi une sécurité maximale en limitant le transport de déchets dangereux sur la route et en réduisant de plus de 80% le volume des déchets.